# Ліхтенштейн на зимових Олімпійських іграх 1994
Ліхтенштейн брав участь у Зимових Олімпійських іграх 1994 року в Ліллегаммері (Норвегія), але не завоював жодної медалі. Князівство представляли 10 спортсменів у змаганнях із гірськолижного спорту, лижних перегонів та санного спорту.

### Гірськолижний спорт
Чоловіки
| Спортсмен    | Змагання                | 1-а гонка | 2-а гонка | Підсумок | Підсумок |
| Спортсмен    | Змагання                | Час       | Час       | Час      | Місце    |
| ------------ | ----------------------- | --------- | --------- | -------- | -------- |
| Марко Бюхель | Швидкісний спуск        |           |           | 1:48.97  | 40       |
| Маркус Фозер | Швидкісний спуск        |           |           | 1:48.93  | 39       |
| Ахім Фогт    | Швидкісний спуск        |           |           | 1:47.98  | 33       |
| Юрген Гаслер | Швидкісний спуск        |           |           | 1:47.62  | 29       |
| Юрген Гаслер | Супергігантський слалом |           |           | DNF      | —        |
| Ахім Фогт    | Супергігантський слалом |           |           | DNF      | —        |
| Марко Бюхель | Супергігантський слалом |           |           | 1:35.78  | 32       |
| Даніель Фогт | Супергігантський слалом |           |           | 1:35.08  | 27       |
| Ганс Бурхард | Гігантський слалом      | 1:32.73   | DNF       | DNF      | —        |
| Даніель Фогт | Гігантський слалом      | 1:31.97   | DNF       | DNF      | —        |
| Марко Бюхель | Гігантський слалом      | 1:31.82   | DNF       | DNF      | —        |
| Ахім Фогт    | Гігантський слалом      | 1:31.12   | 1:25.26   | 2:56.38  | 21       |

Чоловіча комбінація
| Спортсмен    | Швидкісний спуск | Слалом | Слалом  | Загальний результат | Загальний результат |
| Спортсмен    | Час              | Час 1  | Час 2   | Загальний час       | Місце               |
| ------------ | ---------------- | ------ | ------- | ------------------- | ------------------- |
| Марко Бюхель | 1:40.82          | 53.60  | 1:13.43 | 3:47.85             | 33                  |
| Ахім Фогт    | 1:38.53          | 55.29  | 52.41   | 3:26.23             | 24                  |

Жінки
| Спортсмен             | Змагання                | 1-а гонка | 2-а гонка | Підсумок | Підсумок |
| Спортсмен             | Змагання                | Час       | Час       | Час      | Місце    |
| --------------------- | ----------------------- | --------- | --------- | -------- | -------- |
| Бріджит Хееб-Батлінер | Супергігантський слалом |           |           | DNF      | —        |
| Бріджит Хееб-Батлінер | Гігантський слалом      | 1:22.58   | 1:13.51   | 2:36.09  | 11       |

### Лижні перегони
Чоловіки
| Змагання                                | Спортсмен     | Гонка     | Гонка |
| Змагання                                | Спортсмен     | Час       | Місце |
| --------------------------------------- | ------------- | --------- | ----- |
| 10 км класичний стиль                   | Штефан Кунц   | 28:44.8   | 76    |
| 10 км класичний стиль                   | Маркус Гаслер | 27:17.1   | 55    |
| 15 км гонка з переслідуванням1 фристайл | Штефан Кунц   | 44:59.6   | 64    |
| 15 км гонка з переслідуванням1 фристайл | Маркус Гаслер | 41:45.4   | 39    |
| 30 км фристайл                          | Штефан Кунц   | 1'24:00.0 | 55    |
| 30 км фристайл                          | Маркус Гаслер | 1'18:18.7 | 21    |
| 50 км класичний стиль                   | Штефан Кунц   | 2'20:38.1 | 38    |
| 50 км класичний стиль                   | Маркус Гаслер | 2'18:40.1 | 30    |

1 Роздільний старт з інтервалом 10 км.

### Санний спорт
Чоловіки
| Спортсмен     | 1-й заїзд | 1-й заїзд | 2-й заїзд | 2-й заїзд | 3-й заїзд | 3-й заїзд | 4-й заїзд | 4-й заїзд | Загальний результат | Загальний результат |
| Спортсмен     | Час       | Місце     | Час       | Місце     | Час       | Місце     | Час       | Місце     | Час                 | Місце               |
| ------------- | --------- | --------- | --------- | --------- | --------- | --------- | --------- | --------- | ------------------- | ------------------- |
| Марко Фельдер | 52.279    | 27        | 52.445    | 28        | 52.122    | 26        | 52.563    | 29        | 3:29.409            | 27                  |